# اچ‌ام‌اس پالومارس
اچ‌ام‌اس پالومارس (به انگلیسی: HMS Palomares) یک کشتی است. این کشتی در سال ۱۹۳۷ ساخته شد.